# Let There Be Eve…Ruff Ryders’ First Lady
Let There Be Eve…Ruff Ryders’ First Lady ist das Debütalbum der amerikanischen Rapperin Eve. Das Album wurde am 14. September 1999 auf ihrem Label Ruff Ryders Entertainment und Interscope Records veröffentlicht.

## Hintergrund
Es ist das erste Album in der Musikgeschichte, das von einer Rapperin stammt und auf Platz 1 der amerikanischen Billboard 200 debütierte. Von dem Album wurden in den USA über 213.000 Einheiten in der ersten Woche und über 2 Millionen Einheiten insgesamt verkauft. Es wurde mit Doppelplatin ausgezeichnet. Aus dem Album wurden Gotta Man und Love Is Blind mit Faith Evans als Singles veröffentlicht, schafften es jedoch nicht in die Charts. Alle Lieder des Albums wurden von Eve selber geschrieben.

## Titelliste
1. First Lady (Intro) – 1:36
2. Let’s Talk About (feat. Drag-On) – 3:31
3. Gotta Man – 4:24
4. Philly Cheese Steak (Skit) – 1:37
5. Philly Philly (feat. Beanie Sigel) – 3:57
6. Stuck Up (feat. C.J.) – 3:53
7. Ain’t Got No Dough (feat. Missy Elliott) – 4:17
8. BM (Skit) – 1:01
9. Love Is Blind (feat. Faith Evans) – 4:20
10. Scenario 2000 (feat. DMX, The Lox und Drag-On) – 5:33
11. Dog Match (feat. DMX) – 4:19
12. My Bitches (Skit) – 1:08
13. We On That Shit! (feat. P. Killer Trackz) – 3:25
14. Chokie Nikes (Skit) – 1:04
15. Maniac (feat. Swizz Beatz) – 4:22
16. My Enemies (Skit) – 1:43
17. Heaven Only Knows – 4:29
18. What Y’all Want (Remix) – 4:05

## Rezeption
Theresa E. LaVeck von Allmusic hob Stücke wie Love Is Blind und Heaven Only Knows hervor, die durch ansprechende Arrangements, etwa mit Akustikgitarre, gekennzeichnet seien. Eve bewahre so ihr Hardcore-Image, aber mit einer „subtilen Verwundbarkeit“. Sie vergab vier von fünf Sternen. Barry Walters von Entertainment Weekly kritisierte die „oft geschmacklosen“ Gastauftritte. Er vergab die Bewertung C+ (entspricht 3+ nach deutschen Schulnoten).

## Kommerzieller Erfolg

### Chartplatzierungen
| ChartsChartplatzierungen       | Höchstplatzierung | Wochen |
| ------------------------------ | ----------------- | ------ |
| Vereinigte Staaten (Billboard) | 1 (38 Wo.)        | 38     |

### Auszeichnungen für Musikverkäufe
| Land/Region               | Auszeichnungen für Musikverkäufe (Land/Region, Auszeichnung, Verkäufe) | Verkäufe  |
| ------------------------- | ---------------------------------------------------------------------- | --------- |
| Kanada (MC)               | Gold                                                                   | 50.000    |
| Vereinigte Staaten (RIAA) | 2× Platin                                                              | 2.000.000 |
| Insgesamt                 | 1× Gold · 2× Platin ·                                                  | 2.050.000 |